# Атемарская крепость
Атемарская крепость или Атемарский острог — старейшая и крупнейшая крепость Атемарско-Саранской засечной черты в селе Атемар Республики Мордовия, памятник русской фортификации XVII века. До нашего времени почти полностью дошли земляные укрепления Атемарской крепости.

## Описание
Укрепления крепости представляют собой неправильный четырёхугольник валов, к углам которого примыкают быки — возвышения, служившие основанием для угловых башен. В середине валов на сторонах крепости есть проёмы, тоже предназначавшиеся для размещения башен. Особенности рельефа помешали строительству правильного прямоугольника, характерного для русских крепостей XVII века. Высота стен составляла 8 м. Высота угловых башен составляла 20 м, а с учётом быков, на которых они стояли — 24 м. Непропорционально большие размеры Атемарской крепости объясняются тем, что она являлась центром военного управления уездом и была рассчитана не только на силы обороны своего участка, но и на резервы необходимые для поддержки других крепостей.
Вокруг крепости располагались слободы служилых людей — Казачья, Стрелецкая, Пушкарская и небольшая Посадская, в которой проживали ремесленники и торговые люди.

## История
Строительство Атемарской крепости началось не позднее 1638 года. Её предназначением был контроль над стратегически важным участком дороги из Крыма в Казань, проходящим между двух лесных массивов. Первоначально ей были подчинены Саранская, Инзерская и Шишкеевская крепости. Однако в 1653 администрацию всей Атемарско-Саранской черты перенесли в Саранск, в связи с чем Саранская крепость была расширена.
В настоящее время внутри валов Атемарской крепости расположено кладбище.